# The Meteors
The Meteors sono un gruppo musicale di Londra, considerati i rappresentanti più genuini dello psychobilly britannico.